# Église Saint-Martin de Sevran
Pour les articles homonymes, voir Église Saint-Martin.
L'église Saint-Martin est une église catholique située au 13 bis, rue Lucien-Sampaix, à Sevran. Une voie piétonnière donne sur la place Gaston-Bussière.

## Histoire
Vers l'an 700, il y avait déjà une église Saint-Martin à Sevran. Elle est alors qualifiée de « basilique » dans le testament de dame Ermentrude.
Découvert par des sondages opérés en décembre 1980-janvier 1981, un sanctuaire funéraire mérovingien comprenant des sarcophages de plâtre, et datant du VIe ou VIIe siècle, se trouvait à cet emplacement. Selon l'usage ancien, l'église était d'ailleurs entourée d'un cimetière. Par suite de son transfert quelque peu avant 1870, le cimetière de Sevran, se situe maintenant avenue du Général-Leclerc dans le prolongement de la rue d'Aulnay.
En 1060 Arrode de Montmorency donne aux religieux de Saint-Martin-des-Champs la terre de « Mont Zelosus » c'est-à-dire Montcelleux. Ils l'exploiteront jusqu'à la Révolution. En 1090, Adebran, seigneur de Sevran, leur abandonne, avec la moitié de la paroisse, l'église, ce  du consentement de Geoffroy de Boulogne, évêque de Paris, et de Hugues de Dammartin.
Le premier prêtre connu, Léger, est cité dans un testament en 1235.
Le bâtiment actuel qui date du XVIe siècle, et est consacré à saint Martin en 1551, possède encore des pierres tombales datant de cette époque, notamment celles de Charles Maheut, notaire du roi, qui acquiert la seigneurie de Sevran en 1569. Certaines dalles ont cependant été profanées pendant la Révolution.
Sur son mur gauche, gravée dans un schiste noir bordé de marbre blanc, se trouve l'épitaphe de Messire Alexandre d'Arboulin, écuyer, bienfaiteur de la paroisse, décédé en 1781. On lui doit notamment les fonts baptismaux en marbre veiné de rose, à droite du chœur.
La première travée de l'édifice a été détruite, en 1981, par un incendie.
Des fouilles archéologiques menées en 1984 amènent entre autres la découverte de trois sarcophages et d’une obole en argent de Gauthier Ier Saveyr, évêque de Meaux (1045-1082).
En 1986, une salle paroissiale lui a été adjointe, construite par l'architecte Mathieu.

## Patrimoine contemporain

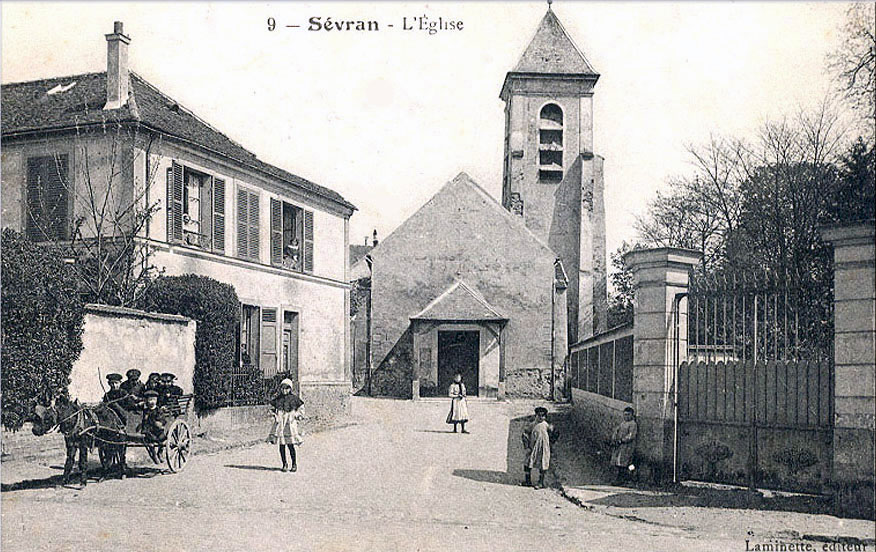
L'église Saint-Martin vers 1900.

L'édifice abrite une œuvre contemporaine avec le chemin de croix réalisé par Helen Mai.
Dans le presbytère se trouve une table d'autel qui est une maie provenant de l'ancienne ferme de Rougemont.

## Description

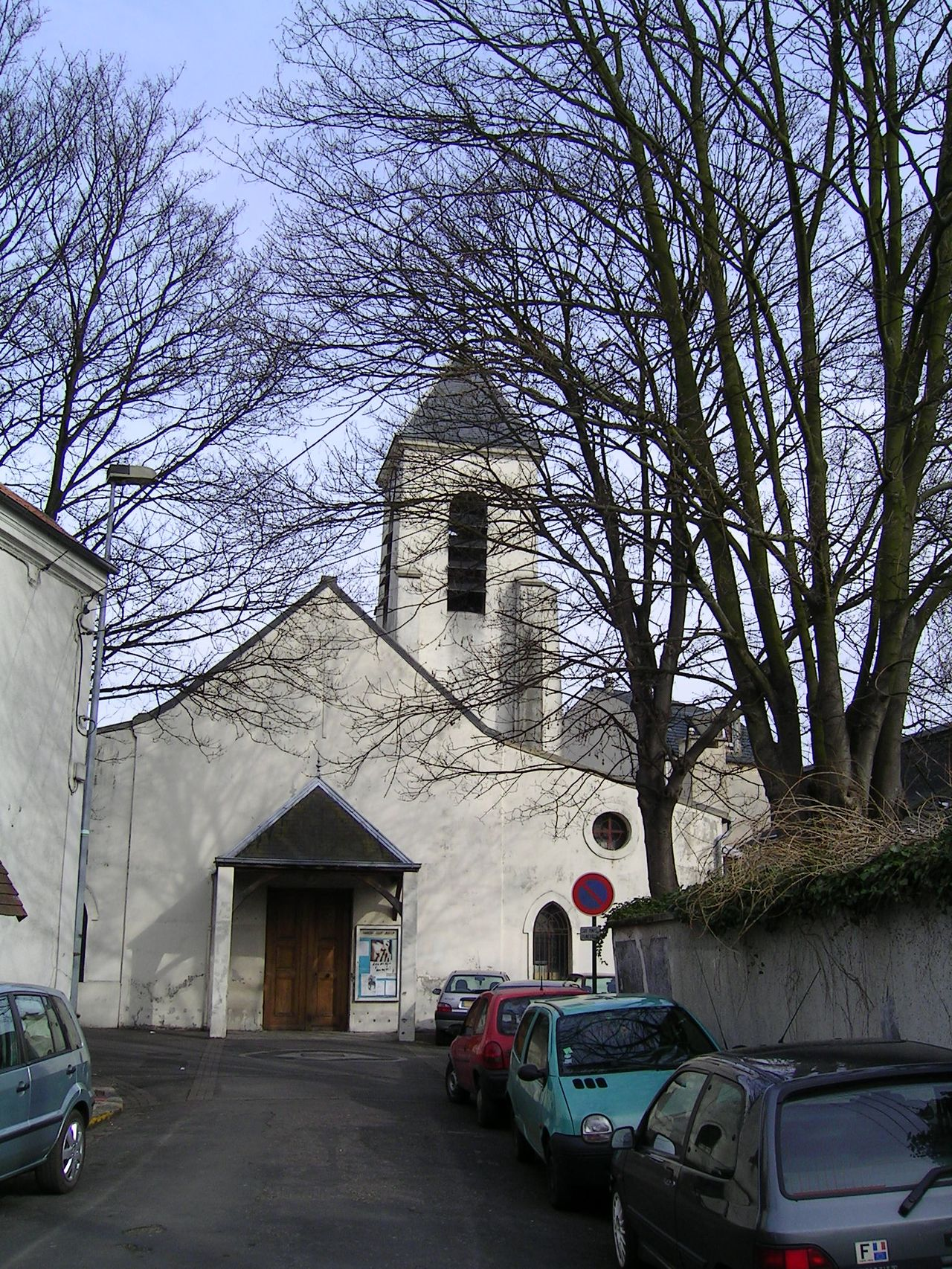
L’église en 2007.

La construction initiale de cet édifice ne prévoyait qu'une seule nef, employant comme matériau de construction, des moellons scellés ou recouverts de plâtre.
Minée par l'eau de la petite rivière Morée qui coulait à sa droite, elle est reconstruite en 1550 et consacrée le 1er avril 1551 par Charles, évêque de Mégare (Charles Boucher). Réaménagée au fil des ans, il ne reste plus aujourd'hui de l'église de cette  époque,  que le clocher surmonté d'une flèche et percé d'abat-sons, au dessus du mur latéral sur le côté droit.
Un platane, d'une hauteur de vingt-neuf mètres, est planté dans la future cour du presbytère vers 1790 ; il s'agirait d'un arbre de la liberté.
En 1935, on ajoute au bâtiment, des bas-côtés soutenus par des contreforts.